# Erzbistum Uberaba
Das Erzbistum Uberaba (lateinisch Archidioecesis Uberabensis, portugiesisch Arquidiocese de Uberaba) ist eine in Brasilien gelegene römisch-katholische Erzdiözese mit Sitz in Uberaba im Bundesstaat Minas Gerais.

## Geschichte
Das Erzbistum Uberaba wurde am 29. September 1907 durch Papst Pius X. mit der Apostolischen Konstitution Goyaz Adamantina aus Gebietsabtretungen des Bistums Goiás als Bistum Uberaba errichtet. Das Bistum Uberaba wurde dem Erzbistum Mariana als Suffraganbistum unterstellt. Am 18. Juli 1918 gab das Bistum Uberaba Teile seines Territoriums zur Gründung des Bistums Aterrado ab. Das Bistum Uberaba wurde am 1. Februar 1924 dem Erzbistum Belo Horizonte als Suffraganbistum unterstellt. Am 1. März 1929 gab das Bistum Uberaba Teile seines Territoriums zur Gründung der Territorialprälatur Paracatu ab. Weitere Gebietsabtretungen erfolgten am 5. April 1955 zur Gründung des Bistums Patos de Minas und am 22. Juli 1961 zur Gründung des Bistums Uberlândia.
Am 14. April 1962 wurde das Bistum Uberaba durch Papst Johannes XXIII. mit der Apostolischen Konstitution Animorum societas zum Erzbistum erhoben. Das Erzbistum Uberaba gab am 16. Oktober 1962 Teile seines Territoriums zur Gründung des Bistums Ituiutaba ab.

## Ordinarien

### Bischöfe von Uberaba
- Eduardo Duarte e Silva, 1907–1923
- José Tupinambá da Frota, 1923–1924, dann Bischof von Sobral
- Antônio de Almeida Lustosa SDB, 1924–1928, dann Bischof von Corumbá
- Antonio Colturato OFMCap, 1929–1938, dann Bischof von Botucatu
- Alexandre Gonçalves do Amaral, 1939–1962

### Erzbischöfe von Uberaba
- Alexandre Gonçalves do Amaral, 1962–1978
- Benedito de Ulhôa Vieira, 1978–1996
- Aloísio Roque Oppermann SCI, 1996–2012
- Paulo Mendes Peixoto, seit 2012

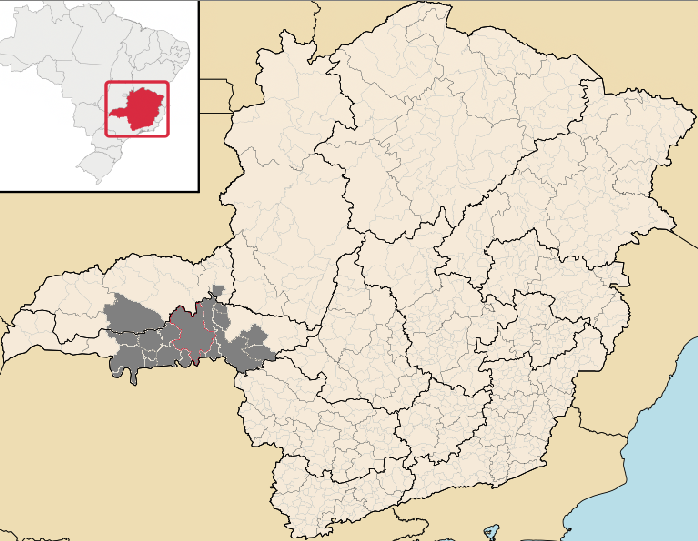
Erzbistum Uberaba
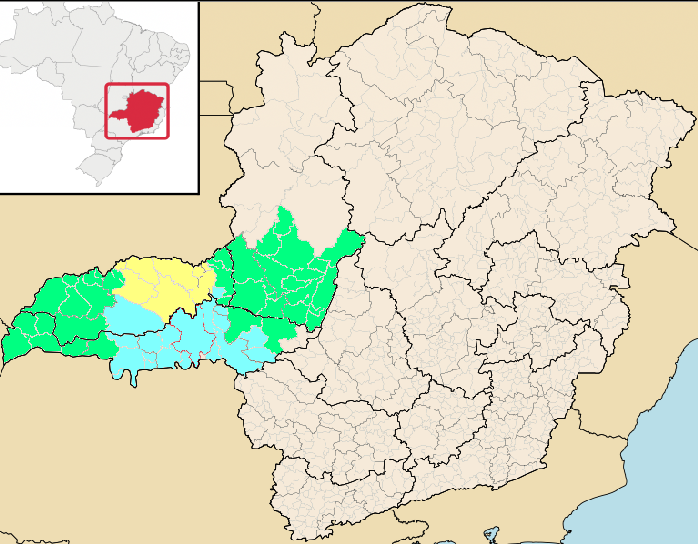
Kirchenprovinz Uberaba (Erzbistum blau)
Bistümer in Minas Gerais